# Gherman, Sofia-capitala
Gherman (în bulgară Герман) este un sat în comuna Stolicina, regiunea Sofia-capitala,  Bulgaria. 

## Demografie
Componența etnică a satului Gherman
     Bulgari (90,75%)
     Nicio identificare (9,24%)
     Altele (0,23%)
La recensământul din 2011, populația satului Gherman era de 2.564 locuitori. Din punct de vedere etnic, majoritatea locuitorilor (90,75%) erau bulgari. Pentru 9,24% din locuitori nu este cunoscută apartenența etnică.